# Lombardei-Rundfahrt 1959
Die Lombardei-Rundfahrt 1959 war die 53. Austragung des italienischen Eintagesrennens Lombardei-Rundfahrt.

## Rennverlauf
137 Radrennfahrer waren am Start. Die Strecke war 240 Kilometer lang. Start und Ziel lagen in Mailand.
Bis zum Kilometer 140 konnte sich eine Gruppe mit André Darrigade an der Spitze mit rund drei Minuten Vorsprung halten. Auf Initiative des späteren Siegers Rik Van Looy fuhr das Hauptfeld kurz darauf zur führenden Gruppe auf. Am Anstieg zur Madonna del Ghisallo setzte sich Rik Van Looy als Solist ab. In der Abfahrt des Berges wurde er von 46 Fahrern eingeholt, die gemeinsam ins Ziel kamen. Auf der Zielgeraden auf der Vigorelli-Bahn fuhr Rik Van Looy 200 Meter vor dem Zielstrich an seinen Kontrahenten vorbei und gewann den Sprint. 118 Fahrer beendeten das Rennen. Rik Van Looy stellte bei seinem Sieg einen neuen Streckenrekord auf.

## Ergebnis
| Rang | Fahrer             | Team               | Zeit      |
| ---- | ------------------ | ------------------ | --------- |
| 1    | Rik Van Looy       | Faema              | 5:52:05 h |
| 2    | Willy Vannitsen    | Urago-d’Alessandro | 5:52:05 h |
| 3    | Miguel Poblet      | Ignis              | 5:52:05 h |
| 4    | Alessandro Fantini | Atala              | 5:52:05 h |
| 5    | Federico Galeaz    | Torpado            | 5:52:05 h |
| 6    | André Darrigade    | Helyett-Fynsec     | 5:52:05 h |